# Bog nije velik
Bog nije velik (eng. God Is Not Great), knjiga je Christophera Hitchensa iz 2007. u kojoj kritizira religiju. U Ujedinjenom Kraljevstvu objavio ju je Atlantic Books pod naslovom Bog nije velik: Slučaj protiv religije.
U njoj Hitchens tvrdi da je organizirana religija "nasilna, iracionalna, u vezi s rasizmom, tribalizmom i fanatizmom, obavijena neznanjem i neprijateljski raspoložena prema slobodnom mišljenju, prezriva prema ženama i prinudna prema djeci" te sektaška, i da bi shodno tomu "morala imati puno toga na svojoj savjesti". Svoje stavove argumentira kombinacijom osobnih priča, dokumentiranim povijesnim anegdotama i kritičkom analizom vjerskih tekstova. U svojim se komentarima fokusira uglavnom na abrahamske religije iako se dotiče ostalih religija poput hinduizma i budizma.

## Sadržaj

### Poglavlje prvo: Blago rečeno
Hitchens piše da je u dobi od devet godina počeo propitivati poučavanja svoga biblijskog učitelja i počeo uočavati kritične manjkavosti u apologetičkim argumentima, posebice u argumentu iz dizajna. Nastavlja o tome da je raspravljao s ljudima koji su postali ateisti, napisavši da su neki od njih bili oni koji nikad nisu vjerovali, dok su drugi pak zasebno odbacili religijske tradicije. Također iznosi da će ateisti, koji se međusobno ne slažu, naposljetku stati jedan uz drugoga o tome što određeni dokaz najsnažnije podupire. Ukratko raspravlja o tome zašto su ljudska bića sklona biti "vjernici" i tvrdi da će religija ostati ukopana u ljudsku svijest dokle god ljudska bića ne nadiđu svoje primitivne strahove, a naročito onaj o svojoj smrtnosti. Završava izjavom da ne bi želio iskorijeniti religiju ako će ga vjerni "pustiti na miru," no oni su naposljetku nesposobni to učiniti.

### Poglavlje drugo: Religija ubija
U ovom poglavlju Hitchens postavlja hipotetsko pitanje koje je njemu u jednom razgovoru postavio radijski voditelj Dennis Prager: da je sâm u nepoznatu gradu po noći i da mu se skupina stranaca počne približavati, bi li se osjećao sigurnije ili manje sigurno ako bi znao da su ti ljudi upravo došli s molitvenog susreta? Hitchens odgovara,
On daje detaljne opise napetih društvenih i političkih situacija u ovim gradovima koje je osobno iskusio i pripisuje ih religiji. Stoga "ne nalazi to razboritim pravilom u traženju pomoći nakon što se molitveni susret svršio."
Raspravlja zatim o fetvi iz 1989. koju je protiv pisca i prijatelja Salmana Rushdiea izdao ajatolah Homeini zbog sadržaja njegove knjige Sotonskih stihova. Zatim prelazi na kritiku nekoliko javnih ličnosti koji su krivicu zbog incidenta svalili na samog Rushdiea. Također piše o događajima koji su uslijedili poslije napada od 11. rujna 2001., opisujući kako je religija, a pogotovo velike religijske ličnosti, dopustila da se stvari "pogoršaju u razdoblju između uklanjanja talibana i svrgavanja Saddama Husseina".

### Poglavlje treće: Kratka digresija o svinji, ili zašto nebesa mrze šunku
Hitchens raspravlja o zabrani jedenja svinja (Hitchens je naziva "porkofobija") u judaizmu, koju također prihvaća islam. Piše da ovaj propis nije samo biblijski ili dijetetski. On izvješćuje da dan danas muslimanski revnosnici zahtijevaju da se Tri praščića, Miss Piggy, Praščić iz Winnieja Pooha i ostali tradicionalni kućni ljubimci i likovi "uklone od nevina pogleda njihove djece." Predlaže da se zabrana protiv svinjetine prisutna u semitskim religijama možda zasniva na propisu ljudskog žrtvovanja koji je proširen na svinje zbog sličnosti u izgledu i okusu između svinjskog i čovječjeg mesa.

### Poglavlje četvrto: Bilješka o zdravlju, po koje religija može biti rizična
U ovom poglavlju Hitchens objašnjava kako neke religije mogu biti neprijateljske u liječenju bolesti. On piše da su mnogi muslimani gledali na cjepivo protiv poliomijelitisa kao na zavjeru i tako omogućili širenje poliomijelitisa. Zatim nastavlja raspravljati o odgovoru Katoličke crkve na širenje HIV-a u Africi, koja je ljudima govorila da su kondomi neučinkoviti što je, kako tvrdi, doprinijelo povećanju smrtnosti. Primjećuje navodeći primjere da neki u katoličkim, a i u muslimanskim zajednicama iracionalno vjeruju da su HIV i HPV kazna za seksualni grijeh, pogotovo homoseksualnost. Religijske vođe opisuje kao "vjerske iscjelitelje" i uvjerava da su oni neprijateljski nastrojeni prema medicini, jer ona neizbježno potkopava njihove pozicije moći.
Zatim kritizira židovski obred obrezivanja u kojem bi morao "uzeti dječački penis u svoju ruku, obrezati prepucij i dovršiti djelo stavljajući njegov penis u svoja usta, isisavajući prepucij i ispljunuvši amputirani ostatak zajedno s krvlju i slinom", te denuncira tradicionalnu afričku praksu sakaćenja ženskih genitalija. Poglavlje zaključuje pisanjem o religijskoj "želji za zataškavanjem", za smrću u obliku dana apokalipse.

### Poglavlje peto: Religijske metafizičke tvrdnje su lažne
Hitchens počinje ovo poglavlje pisanjem o tome da je čvrsta vjera koja se mogla suprotstaviti svakom obliku razuma davno nestala. On uspoređuje popularno znanje o svijetu iz vremena Tome Akvinskoga s onime što danas znamo o svijetu. Rabi Laplaceov primjer: "nemam potrebe za tom hipotezom (o Bogu)", da dokaže da nam Bog više ne treba za objašnjenje pojava u našoj okolini. On tvrdi da religija postaje zastarjela kao objašnjenje kada postane izborna ili jedna među mnogim različitim vjerovanjima. Zaključuje tvrdnjom da skok vjere nije tek jedan skok. To je skok koji se opetovano čini, i skok koji postaje sve teže učiniti što ga se više čini. Ovo je razlog zašto sada mnogi religiozni ljudi osjećaju potrebu da se odmaknu od puke vjere i navedu dokaz za svoja vjerovanja.

### Poglavlje šesto: Argumenti iz dizajna
U ovom poglavlju Hitchens piše o tome da se abrahamske religije rabe zato da se ljude učini takvima da se osjećaju poput poniznih grešnika, potičući nisko samopoštovanje, a istovremeno ih navodeći da vjeruju da njihov stvoritelj iskreno brine o njima, napuhujući tako njihov osjećaj važnosti. On tvrdi da je praznovjerje do određene granice "prirodna prednost" zato što se pojavila mnogo stoljeća prije doba ljudskog razuma i znanstvenog shvaćanja, te raspravlja o nekoliko takvih primjera kao i o takozvanim čudima.
Analizira zatim argumente iz dizajna rabeći primjere kao što je propadanje čovječjeg tijela u starosti kao znak lošeg dizajna. Da je evolucija, piše on, krenula tek neznatno drugačijim smjerom, ne bi bilo apsolutno nikakvog jamstva da bi organizmi tek neznatno slični nama ikada postojali.

### Poglavlje sedmo: Noćna mora Starog zavjeta
U ovom poglavlju Hitchens popisuje anakronizme i nedosljednosti u Starom zavjetu, te piše da se mnogi "jezivi, poremećeni događaji [...] nikad nisu zbili." On piše da je Petoknjižje "jedna loše sklepana fikcija, povezana u cjelinu dugo nakon samih nedogađaja koje i ne uspijeva opisati uvjerljivo ili čak prihvatljivo." On ističe, primjerice, da kada Mojsije naređuje roditeljima da kamenuju svoju djecu do smrti zbog nediscipline (navodeći Ponovljeni zakon) to je vjerojatno kršenje najmanje jedne od samih zapovijedi koje je Mojsije dobio od Boga. On primjećuje da Mojsije "opetovano iznosi dementne objave ('Onaj tko je ranjen kamenjem ili je dao uškopiti se, neće ući u savez s Gospodinom')."

### Poglavlje osmo: "Novi" zavjet nadmašuje zlo onog "Starog"
Hitchens prvo povezuje Izaijinu knjigu u Starom zavjetu s njezinim predskazanjem da će "djevica začeti i roditi sina" (Izaija 7:14), ističući mjesto gdje se priče primiču, Stari zavjet Novomu. Uspoređujući Zavjete, on smatra da je Novi zavjet "također grubo sklepano djelo, spojeno zajedno dugo nakon navodnih događaja u njemu, te prepun improviziranih pokušaja da se stvari naposljetku zgodno uklope." On ističe da iako je H. L. Mencken smatrao neke novozavjetne događaje povijesno dokazivima, Mencken je držao da "većina njih [...] pokazuje nepogrješive znakove da se nad njima naknadno interveniralo."
Hitchens također ocrtava netočnosti Lukina pokušaja triangulacije triju svjetskih događaja u vremenu Isusova rođenja (naredbu cara Augusta o popisu stanovništva čitavog rimskog svijeta, vladavinu kralja Heroda u Judeji i Kvirinija kao upravitelja Sirije i njegov znameniti popis stanovništva). On nadalje povezuje činjenicu da ne postoji zapis nijednog rimskog povjesničara o bilo kakvu Augustovu popisu stanovništva i da je, premda "židovski kroničar Josip spominje jedan koji se zbio bez tegobna zahtjeva da se ljudi vrate u mjesta svoga rođenja", on bio poduzet "šest godina poslije pretpostavljena Isusova rođenja." K tomu Hitchens bilježi da je Herod umro 4. pr. Kr. i da Kvirinije nije bio upravitelj Sirije tijekom njegove službe.
Hitchens označava Pasiju kao "sapunicu o Isusovoj smrti [...] koju je producirao australski fašist i glumator nazvan Mel Gibson", koji "pristaje uz ćaknutu i raskolničku katoličku sektu" (misleći na katolički tradicionalizam). Prema Hitchensovu pogledu, film pokušava neumorno okriviti židove za Isusovu smrt. Hitchens tvrdi da Gibson uopće nije shvatio da četiri evanđelja nisu povijesni zapisi, te da ona imaju mnogostruke autore, a sva su napisana mnogo desetljeća poslije razapinjanja i, štoviše, ona se ne slažu ni oko čega "važnoga" (npr. djevičanskog rođenja i Isusova rodoslovlja). On navodi mnoga proturječja u ovom području.
Tvrdi da mnoga "proturječja i nepismenosti" Novog zavjeta, premda detaljno analizirana u ostalim knjigama, nikad nisu objašnjena drugačije osim kao "metafora" i "Krist vjere." On tvrdi da je "slabost" Biblije rezultat činjenice da su sve donedavno kršćani suočeni s argumentima protiv logike ili činjeničnosti Biblije "mogli jednostavno spaliti ili ušutkati svakoga tko je postavljao neugodna pitanja."
Hitchens ističe problematične implikacije proklamacije u Svetom pismu da "onaj tko je među vama bez grijeha, neka prvi baci kamen" s obzirom na praktično zakonodavstvo retributivne pravde: "ako bi samo bezgrješnici imali pravo kazniti, kako bi nesavršeno društvo moglo ikada odrediti kako će progoniti počinitelje?" Od žene koju je Isus spasio od kamenovanja (koja je bila optužena za preljub), pisac tvrdi da joj Isus stoga oprašta zbog pukog seksualnog promiskuiteta, i, ako je to zaista slučaj, da je lekcija otada potpuno krivo shvaćena. Zatvarajući poglavlje, on predlaže da zagovornici religije imaju samo vjeru na koju semogu osloniti, ništa drugo, i poziva ih da "budu dovoljno hrabri" da to i priznaju.

### Poglavlje deveto: Kuran je posuđen iz židovskih i kršćanskih mitova
Deveto poglavlje analizira islam i istražuje podrijetlo njegove svete knjige Kurana. Hitchens tvrdi da nema dokaza za bilo koju "čudesnu" tvrdnju o Muhamedu i da podrijetlo Kurana nije bilo nadnaravno. Hitchens pokazuje da su religiju fabricirali Muhamed i njegovi sljedbenici i da je posuđena iz ostalih religijskih tekstova, a hadit je preuzet od općih maksima i izreka koje su se u to doba razvile širom Arabije i Perzije. Hitchens također identificira sličnosti između islama i kršćanstva, a također identificira plagijate židovske vjere.

### Poglavlje deseto: Neukus čuda i propast pakla
U desetom poglavlju raspravlja se o čudima. Hitchens tvrdi da se ne zbivaju nikakva nadnaravna čuda niti su se u povijesti ona zbivala. Tvrdi da je dokaz čudâ fabriciran ili zasnovan na nepouzdanu svjedočenju ljudi koji su pogriješili ili su bili pristrani. Ističe da nijedno provjerljivo čudo nije dokumentirano otkad su kamere postale svakodnevica. Hitchens rabi specifično navodno čudo Majke Tereze da pokaže kako čuda mogu postati percipirana kao istinita iako su u stvari zasnovana na mitu ili obmani.

### Poglavlje jedanaesto: Kvarni počeci religije
U jedanaestom poglavlju raspravlja se o tome kako se religije oblikuju te se tvrdi da su većinu religija osnovali pokvareni, nemoralni pojedinci. U poglavlju se specifično raspravlja o cargo kultovima, pentekostalnom propovjedniku Marjoeu Gortneru i mormonizmu. Hitchens raspravlja o Josephu Smithu, osnivaču mormonizma, citirajući zapis iz sudskog postupka u Bainbridgeu u New Yorku od ožujka 1826. godine u kojem se on osuđuje kao "poremećena osoba i varalica" koji je u postupku priznao da je, prema Hitchensovim riječima, tvrdio da posjeduje nadnaravne moći i "priznao iznuđivanje građana" četiri godine prije nego što je tvrdio da je pronašao zlatne ploče koje su sadržavale Mormonovu knjigu. Smith je rekao svome susjedu da samo on može vidjeti ploče i da neka zapiše njegov diktirani prijevod za koji Hitchens kaže da je oponašao Stari zavjet. Kada je susjedova skeptična žena zakopala 116 stranica prijevoda i izazvala Smitha da ga reproducira, Smith je tvrdio nakon nekoliko tjedana da je izvorni prijevod bio pokvaren i da je doživio drugu objavu i pronašao drugi skup ploča koje nitko drugi nije smio vidjeti. Ove su se ploče vratile na nebesa nakon što su bile prevedene.

### Poglavlje dvanaesto: Koda: Kako religije skončaju
U dvanaestom poglavlju raspravlja se o svršetku nekoliko religija radi ilustracije da neke religije nisu vječne kao što one to tvrde. Među izumrlim religijama navedeni su millerizam i Sabbatai Zevijeva sljedba.

### Poglavlje trinaesto: Čini li religija ljude boljima?
U trinaestom poglavlju Hitchens postavlja pitanje da li se religiozni ljudi ponašaju čestitije od nereligioznih ljudi (ateista, agnostika ili pristaša slobodoumlja). Hitchens rabi borbu protiv ropstva u Sjedinjenim Državama u Sjedinjenim Državama i Abrahama Lincolna da podupre svoju tvrdnju da se nereligiozni ljudi bore za moralne ciljeve jednakom snagom i učinkom kao religiozni zagovornici.

### Poglavlje četrnaesto: Ne postoji 'istočno' rješenje
Hitchens odbacuje budizam i hinduizam kao ideje koje nastoje "uspavati razum svojih sljedbenika ... i odbaciti njihove umove" u četrnaestom poglavlju, koje se fokusira na neprilagođen i ubjedljiv hinduistički i budistički feudalizam i nasilje u Tibetu i Šri Lanki. Ono dotiče lukrativne karijere Chandre Mohana Jaina i Sathyanarayane Rajua i detaljno opisuje njegova promatranja "živahna strizanja", ispraznih rituala i nestabilnih štovatelja kojima je autor svjedočio tijekom inscenirana hodočašća u hinduistički ašram u Puneu koje je poduzeo radi snimanja dokumentarca BBC-a. On pokušava pronaći odgovor na pitanje "kako netko može lako dokazati da su 'istočnjačke' vjere bile identične neprovjerljivim pretpostavkama 'zapadnjačke' religije?" On zaključuje:

### Poglavlje petnaesto: Religija kao istočni grijeh
U petnaestom poglavlju raspravlja se o pet religijskih aspekata koje Hitchens drži "pozitivno nemoralnim":
- predstavljanje lažne slike svijeta lakovjernima
- nauk o krvnoj žrtvi radi udovoljenja bogovima (poput Azteka)
- nauk o iskupljenju
- nauk o vječnoj nagradi ili vječnoj kazni
- nametanje nemogućih zadaća ili pravila (uključujući nezdrave poglede na seks)

### Poglavlje šesnaesto: Je li religija zlostavljanje djece?
U šesnaestom poglavlju Hitchens dokumentira kako se religija rabila za zlostavljanje i nanošenje štete djeci. On navodi primjere poput genitalnog sakaćenja, obrezivanja, te nametanja straha o nezdravim seksualnim aktivnostima poput masturbacije. On također kritizira način na koji odrasli rabe religiju u teroriziranju djece.

### Poglavlje sedamnaesto: Anticipiran prigovor
U sedamnaestom poglavlju naznačen je najčešći protuargument za koji Hitchens kaže da ga čuje, to jest da su najnemoralnija djela u ljudskoj povijesti počinili ateisti poput Adolfa Hitlera i Josifa Staljina. Hitchens započinje pišući "da je zanimljivo da se vjernici sada pokušavaju braniti time da kažu da nisu ništa gori od fašista ili nacista ili staljinista". On nastavlja analizirati ove primjere nemorala i pokazuje da iako su pojedini vođe mogli biti ateisti ili agnostici, religija je odigrala ključnu ulogu u tim događajima, a religiozni ljudi i religiozni vođe u potpunosti su sudjelovali u ratovima i zločinima.

### Poglavlje osamnaesto: Finija tradicija: Otpor racionalista
U osamnaestom poglavlju raspravlja se o nekoliko važnih intelektualaca uključujući Sokrata, Alberta Einsteina, Voltairea, Spinoze, Thomasa Painea, Charlesa Darwina i sira Isaaca Newtona. Hitchens tvrdi da su mnogi od njih bili ateisti, agnostici ili panteisti, izuzevši Sokrata i Newtona. Hitchens kaže da su religiozni pobornici pokušali lažno predstaviti neke od ovih ikona kao religiozne. Hitchens opisuje kako su se neki od tih pojedinaca borili protiv negativnih utjecaja religije.

### Poglavlje devetnaesto: Za zaključak: potreba za novim prosvjetiteljstvom
Hitchens tvrdi da ljudska rasa ne treba više religiju u onom opsegu koji je imala u prošlosti. On tvrdi da je došlo vrijeme da znanost i razum preuzmu istaknutiju ulogu u životu pojedinaca i većih kultura. On kaže da će neisticanje religije unaprijediti živote pojedinaca i pomoći napretku civilizacije. Ovo je u stvari skupni poziv ateistima da se bore protiv teokratskog nasrtaja na slobodno društvo.

## Kritike
Teolog David Bentley Hart napisao je u Prvim stvarima da "[Hitchensov] Bog nije velik ne pokazuje nikakav znak ili štogod drugo da je on ikada namjeravao bilo što osim burleske, bez ikakve pretenzije logičkog reda ili znanstvene strogosti. Njegovi sporadični prepadi u filozofski argument predlažu ne samo to da je on uplovio u nepoznate vode, već i to da on jednostavno nije zainteresiran u išta od toga." Štoviše, Hart je utvrdio da je "u pitanjima o jednostavnoj povijesnoj i tekstualnoj činjenici... Hitchensova knjiga toliko izvanredno nakrcana pogreškama da ih svatko ubrzo prestaje brojiti."
Kritičar Michael Kinsley u knjižnoj recenziji New York Timesa pohvalio je Hitchensove "... logičke cvatove i šaljive zagonetke od kojih će mnogi biti zabavni nevjernicima." Zaključio je da je "Hitchens nadmudrio Hitchensove gledatelje napisavši ozbiljnu i duboko osjećajnu knjigu, potpuno konzistentnu njegovim životnim uvjerenjima."
Jason Cowley u Financial Timesu nazvao je knjigu "elegantnom, ali izvedenom".
Kolumnist Ross Douthat iz New York Timesa, u Claremont Review of Booksu, izjavio je, "svaki talentirani pisac ima zadatak da bude svrdlo u najmanje jednoj temi, no kada se govori o religiji Christopher Hitchens zlorabi ovu povlasticu." O Hitchensovoj knjizi Douthat je napisao, "može se raspravljati o tome da bi kratkoća knjige i količina temelja koje pokriva trebala opravdati donekle manjkav strogi stil kojim se iznose njezini kontroverzniji argumenti. No zahtjevi za kratkoćom trebali bi razjasniti i usavršiti, dok Hitchens uspijeva biti kako kratak tako i nemaran."
Mary Riddell napisala je u The Observeru: "Hitchensova knjiga bit će mȁna preobraćenima, no njegova je eksplicitna zadaća pridobiti vjernike svome cilju. Sumnjam da će uspjeti prisvojiti jednu jedinu dušu."
Bruce DeSilva iz Associated Pressa napisao je,
DeSilva nastavlja razmišljanje time da "Hitchens nije imao ništa novog za reći, iako se mora priznati da i to govori izvanredno dobro."
Odgovarajući na Hitchensovu tvrdnju da su "svi pokušaji pomirbe vjere sa znanošću i razumom predbilježeni na neuspjeh i podsmijeh", Peter Berkowitz iz Hooverove institucije (s kojom je Hitchens bio službeno povezan) citira paleontologa kojeg je sam Hitchens preporučio: Stephena Jaya Goulda. Povezujući određen broj znanstvenika s religijom, Gould je napisao, "ili je polovica mojih kolega enormno glupa, ili je znanost darvinizma potpuno kompatibilna s konvencionalnim religijskim vjerovanjima i jednako kompatibilna s ateizmom." Što se njega tiče, Ross Douthat primijetio je da se "Hitchensov argument nastavlja prvenstveno anegdotom, a u najboljem je slučaju on uvjerljiv onoliko koliko mu njegov osobiti stil dopušta, to jest ne strašno."
U podužoj kritici o postupanju prema Bibliji i evanđeljima u knjizi, William J. Hamblin, profesor povijesti na sveučilištu Brighama Younga, zaključio je:
Daniel C. Peterson, profesor islamskih studija i arapskog pri BYU-u, napao je točnost Hitchensovih tvrdnja u podužem eseju zaključivši, "knjiga...je pretrpana pogreškama do točke prsnuća, a zapanjujuća je stvar o ovome da su pogreške uvijek, uvijek, u Hitchensovu korist.... Ondje nema sporne činjenice ili činjenice koja me potresla svojom dvojbenošću da sam je provjerio u Hitchensovoj knjizi gdje se nije pokazalo da nije bio u krivu. Svaki pojedini put."
Religijski kritičar Frank Brennan opisao je knjigu kao potvrdu Hitchensovih marksističkih korijena nasuprot oznakama nekih kritičara da je nekonzervativac:
Recenzirajući knjigu u online periodici Taki's Magazineu, Tom Piatek napisao je, "iako je Hitchensova knjiga životno i dobro napisana, ona je fatalno pokvarena svojim mnogim retoričkim odstupanjima i lažima."

## Povijest prodaje
Knjiga je izdana 1. svibnja 2007. godine i u tjedan je dana dosegla 2. mjesto na popisu najprodavanijih knjiga Amazon.coma (iza Harryja Pottera i Darova smrti), a 1. mjesto na popisu najprodavanijih knjiga New York Timesa tijekom trećeg tjedna.